# 釣りサンデー
『釣りサンデー』（つりサンデー）は、関西を中心とした西日本で発行されていた釣りの専門雑誌である。

## 概要
元徳島新聞・毎日新聞記者の小西和人と朝日新聞大阪本社釣り欄常任執筆者の來田仁成が取締役編集長、また小西和人の長男でカメラマン・小西英人によって創刊された。当初は株式会社週刊釣りサンデーより『週刊釣りサンデー』として、1976年の設立当初から発行されていた。同誌の他、釣りや魚類に関した書籍・ビデオなどがされ、1980年代～1990年代の釣りブームをリードする存在として長年親しまれた。
しかし業績悪化のため2003年11月9日発売の11月30日号をもって週刊雑誌を廃刊するとともに会社は解散。その後2004年9月に、東京都にある出版・印刷会社・廣済堂の関西支社（豊中市）が旧『週刊釣りサンデー』より名称の譲渡権利を取得して毎月2回発行の雑誌として再刊を果たした（2005年7月から月刊誌に変更）。
新『釣りサンデー』では主にカラーグラビアをふんだんに織り込んだビジュアルを重視した内容になっている。